# Claude Delcloo
Claude Delcloo (* 10. Juli 1943 in Le Plessis-Robinson; † 23. Mai 1992 in Saint-Germain-lès-Corbeil) war ein französischer Jazzmusiker (Schlagzeug und Perkussion) sowie Musikproduzent.
Claude Delcloo gründete 1967 das Jazz-Fanzine Actuel (das schon bald vom Label BYG-Actuel übernommen wurde) und trat 1969 beim Free Jazz Meeting Baden-Baden mit Musikern wie Albert Mangelsdorff, Gerd Dudek, Heinz Sauer, Lester Bowie und Roscoe Mitchell auf. In dieser Zeit spielte er außerdem im Burton Greene Ensemble, im Full Moon Ensemble (mit Joseph Dejean), ferner mit Dave Burrell (La Vie de Boheme  1969), Jacques Coursil, Terje Rypdal, Alan Silva, Hugh Steinmetz und Clifford Thornton (Ketchaoua). 1969 nahm Delcloo mit Arthur Jones und Earl Freeman das Album Africanasia auf. Mit Archie Shepp und dem Full Moon Ensemble gastierte er auf dem Montreux Jazz Festival 1970. Er wirkte im Bereich des Jazz von 1967 bis 1976 bei neun Aufnahmesessions mit. Daneben war er als Produzent für das französische Label BYG tätig. In dieser Funktion nahm er in Paris auch die Musiker des ersten panafrikanischen Kulturfestivals auf, das in Algier stattgefunden hatte.

## Diskographische Hinweise
- Claude Delcloo, Arthur Jones Africanasia (BYG 1969)
- Full Moon Ensemble Featuring Claude Delcloo: Crowded with Loneliness (CBS 1970, mit Jef Sicard, Gérard Coppéré, Martine Tourreil, Joseph Dejean, Ron Miller, Sarah)